# チェザーノ・ボスコーネ
チェザーノ・ボスコーネ（伊: Cesano Boscone）は、イタリア共和国ロンバルディア州ミラノ県にある、人口約23,000人の基礎自治体（コムーネ）。

## 地理

### 位置・広がり

#### 隣接コムーネ
隣接するコムーネは以下の通り。
- コルシコ
- ミラノ
- トレッツァーノ・スル・ナヴィーリオ

### 地震分類
イタリアの地震リスク階級 (it) では、4 に分類される
。